# Iwan Adolfowitsch Teodorowitsch

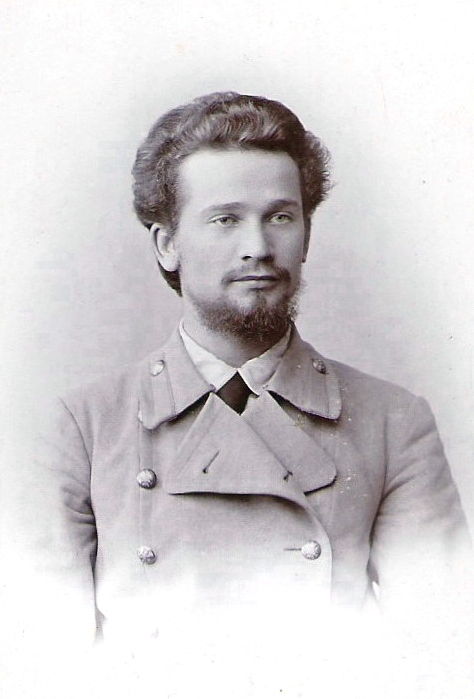
Iwan A. Teodorowitsch 1894

Iwan Adolfowitsch Teodorowitsch (russisch Иван Адольфович Теодорович; 1875 in Smolensk, Russisches Kaiserreich – 20. September 1937) war ein sowjetischer Politiker. Nach der Oktoberrevolution war er der erste Volkskommissar für Ernährung der russischen Sowjetrepublik. 1937 wurde er Opfer der Stalinschen Säuberungen.
Er war mit der Revolutionärin Glafira Iwanowna Okulowa verheiratet.